# Canarill d'Hortoneda
El Canarill d'Hortoneda és una partida rural del terme municipal de Conca de Dalt, a l'antic terme d'Hortoneda de la Conca, al Pallars Jussà, situat a prop del límit amb l'antic terme de Claverol, en territori del poble d'Hortoneda.
És tot el vessant nord-oriental del Cap de Roc de Sant Martí, a l'esquerra del barranc de Santa. Pels seus peus discorre la Carretera d'Hortoneda. És al sud-oest de la Costa d'Escoll-de-veu i al nord-oest de los Carants.
Consta de 107,4892 hectàrees de pinedes, pastures i zones improductives.